# Refugiado
Pour plus de détails, voir Fiche technique et Distribution.
Refugiado est un film argentin, coproduit avec la Colombie et la France, réalisé par Diego Lerman et sorti en 2014.

## Synopsis
Buenos Aires. Un centre de loisirs pour enfants. À la fin de la journée, le garçon Matías paraît bien seul. Aurait-il été oublié par ses parents ? Une animatrice le reconduit vers son quartier, situé au cœur d'une cité populaire. Là, Matías découvre sa mère, Laura, à demi-inanimée et immobilisée, le corps et le visage gravement tuméfiés. Transportée en urgence vers un centre hospitalier, on apprend que Laura est également enceinte. La radiographie est cependant rassurante : les jours du futur bébé ne sont pas en danger. Plus tard, la jeune mère traumatisée est recueillie dans un refuge où sont rassemblées d'autres femmes, toutes victimes de violences conjugales. Un rendez-vous est fixé au tribunal. Le mari téléphone, émet des plaintes, s'excuse puis menace. Laura a peur et décide de fuir avec son fils...

## Fiche technique
- Titre original : Refugiado
- Réalisation : Diego Lerman
- Scénario : D. Lerman et María Meira, avec la collaboration de Gustavo Cabaña et María Eugenia Castagnino
- Photographie : Wojciech Staron
- Montage : Alejandro Brodersohn
- Assistant réalisation : Federico D'Auria
- Musique : José Villalobos
- Son : Leandro De Lored
- Décors : Micaela Saiegh et Sabrina Campos
- Costumes : Sandra Fink
- Production : Campo Cine, Backup Global Media - Nicolás Avruj, D. Lerman et Diana Bustamante
- Distribution : Haut et Court
- Pays d'origine :  Argentine,  Colombie,  France
- Genre : Drame, Thriller
- Format : Couleur - Scope
- Durée : 93 minutes
- Dates de sortie :
  - Argentine : 30 octobre 2014
  - France : 18 mai 2014 au Festival de Cannes
  - France (salles) : 13 mai 2015

## Distribution
- Julieta Díaz : Laura, la mère
- Sebastián Molinaro : Matías, l'enfant
- Marta Lubos : Antonia, la grand-mère
- Valentina García Guerrero : Ana, la petite fille
- Silvia Bayle : Marta
- Sofia Palomino : Belén
- Sandra Villani : Nelly

## Récompenses
- Condor d'argent et Prix Sud du meilleur film, réalisateur et scénario original 2014
- Grand-Prix du Festival international du film de femmes de Salé 2014

## Commentaire
Refugiado évoque le précédent opus de Diego Lerman, La mirada invisible (2010), dans lequel une femme essaye de démontrer son intégrité morale dans une situation de répression caractéristique du régime militaire argentin des années 1980. Le processus de panique et de sauve-qui-peut prend ici un caractère plus intime et plus individualisé. « Il s'applique, cette fois, au sein d'un foyer, et dans le contexte d'une société démocratique. Telle une exilée politique, la mère est aussi contrainte de fuir avec son fils. Là où le cinéma de Lerman opère un déplacement, c'est justement dans l'apparition d'un enfant parmi les premiers rôles [...]. Lerman use, dans sa direction d'acteurs, de la spontanéité de son jeune interprète comme d'un contrepoint à la figure de la mère, parfois en proie à une forme de prostration. Tout ceci contribue à faire du film un bel exercice d'humanisme, au propos d'une grande finesse. »